# Partito Comunista di Sardegna
Il Partito Comunista di Sardegna  (in sardo: Partidu Comunista de Sardigna; abbreviato PCS) è stato un partito politico comunista e indipendentista sardo.

## Storia
Il PCS fu fondato in Sardegna nel 1943 da Giovanni Antioco Mura, uno storico militante socialista di idee indipendentiste, vicino alla corrente politica del sindacalismo rivoluzionario e impegnato nell'organizzazione dei lavoratori (stimolò fra l'altro la nascita di cooperative di pastori e di agricoltori), ed Antonio Cassitta, un'ex-militante del Partito Comunista d'Italia vicino alle posizioni di Amadeo Bordiga. 
Il PCS fu attivo soprattutto nella provincia di Sassari, ma fu presente anche in altre parti dell'isola.
Questo piccolo partito comunista mediterraneo ebbe un programma ambizioso ed originale. Dichiarandosi fedele ai principi del Marxismo-Leninismo, e adottando i principi della Costituzione Sovietica (trascritta nel loro stesso manifesto politico), propugnava la creazione di una Repubblica Socialista di Sardegna, inserita in una più ampia Federazione di Repubbliche Socialiste. La Federazione Socialista proposta dal PCS non avrebbe dovuto comprendere solo territori appartenenti allo Stato Italiano: l'Italia non è neanche menzionata nel manifesto politico del PCS. Queste posizioni erano in accordo con la politica della Terza Internazionale, sciolta nel 1943, nonché con il programma del Congresso di Lione, celebrato nel 1926 dal Partito Comunista d'Italia. Purtuttavia, questa visione incontrò le ostilità del Partito Comunista Italiano, con il quale il PCS entrò in concorrenza; difatti, in quel periodo il PCI era fortemente contrario finanche all'idea di una Sardegna autonoma, status che all'isola sarebbe stato comunque riconosciuto per concessione dello stato italiano nel 1948. Ci furono diversi momenti di tensione, quali la occupazione, da parte di alcuni militanti del PCI, della sede sassarese del PCS (che, in seguito, sarebbe diventata la sede cittadina della FGCI, l'organizzazione giovanile del PCI). Il PCS ebbe relazioni politiche con i militanti sardo-azionisti nei paesi del Logudoro.
Questo piccolo partito sardo ebbe breve vita, in quanto una parte dei suoi dirigenti fu assorbita dal PCI nel 1944, benché Giovanni Antioco Mura, il suo leader, non vi avesse mai voluto aderire. Pertanto, il PCS non riuscì a partecipare ad alcuna competizione elettorale.